# Johannes Freinsheim

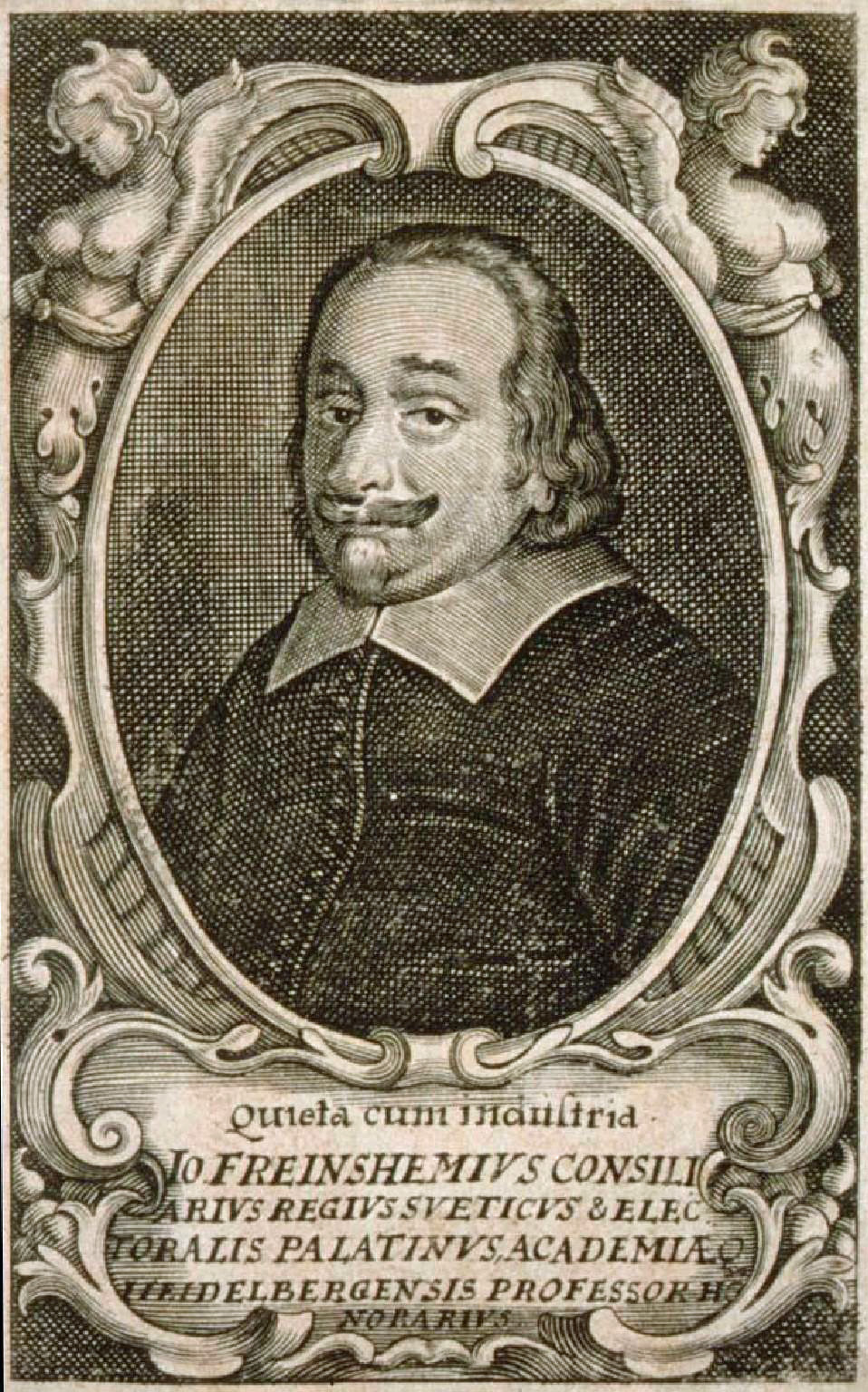
Johannes Freinsheim

Johannes Freinsheim (* 16. November 1608 in Ulm; † 31. August 1660 in Heidelberg) war ein Historiker und Philologe der Barockzeit.

## Leben
Freinsheim war ein begabter Sohn wohlhabender Eltern, besuchte in Worms das Gymnasium, immatrikulierte sich im Alter von 15 Jahren in Marburg, später in Gießen, wo er Rechtswissenschaft und Politik studierte.  Erst mit seiner Übersiedlung nach Straßburg begann er auf Rat Matthias Berneggers humanistische und historische Vorlesungen zu besuchen.  Zusammen mit Johann Michael Moscherosch, Jesaias Rompler und Johann Matthias Schneuber begründete er hier 1633 die Aufrichtige Tannengesellschaft zur Reinerhaltung der deutschen Sprache.
1634 ging er als bischöflicher Archivar nach Metz. 1637 ging er als Privatgelehrter nach Straßburg zurück, um Berneggers Tochter zu heiraten. 1642 folgte er einem Ruf als Skytteanischer Professor für Politik und Rhetorik an die Universität Uppsala.  Ab 1647 war er Hofbibliothekar der gelehrten schwedischen Königin Christina. 1650 kehrte er als Privatgelehrter nach Worms zurück. Mit der Wiedereröffnung der Heidelberger Universität 1656 erfolgte seine Ernennung zum Kurfürstlichen Rat und Honorarprofessor.

## Werke (Auswahl)

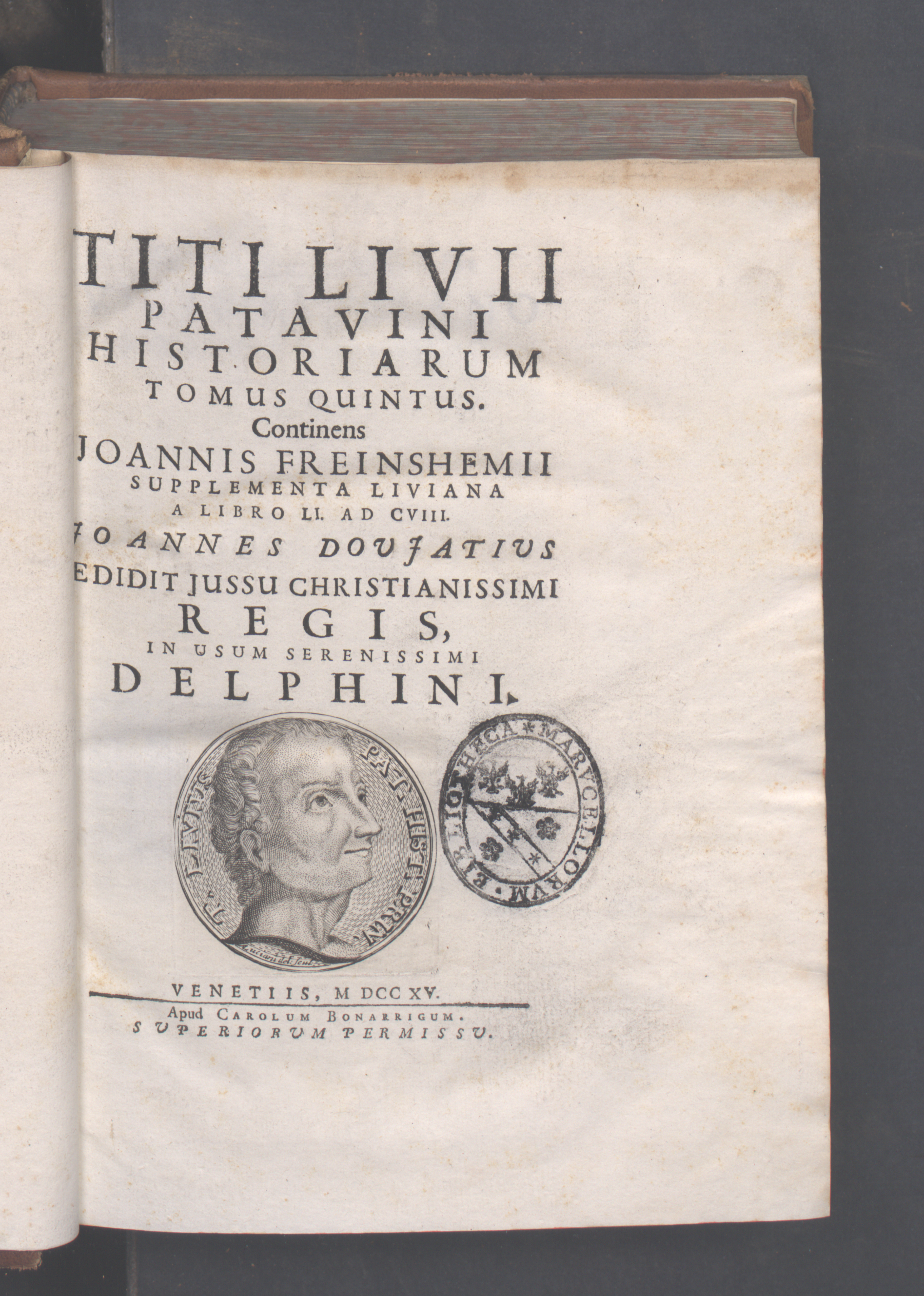
Supplementa liviana, 1715

- (Hrsg.) Publius Annius Florus: Rerum Romanarum.  Straßburg 1632.
- Commentarii in libros superstites Q. Cvrtii Rvfi.  Straßburg 1639 (dt. Übs. u.d.T. Von dem Leben Alexanders des Großen, Wien 1799 u.ö.).
- Teutscher Tugentspiegel oder Gesang von dem Stammen und Thaten deß Alten und Newen Teutschen Hercules.  Straßburg 1639.
- Orationes.  Straßburg 1662.
- Supplementa liviana, 1715.